# شکارچیان ویران‌شهر
شکارچیان ویران‌شهر (انگلیسی: Badland Hunters؛‏ کره‌ای: 황야) فیلم اکشن ویران‌شهری محصول سال ۲۰۲۴ کره جنوبی به کارگردانی هو میونگ هِنگ و با بازی ما دونگ سوک، لی هی جون، لی جون یونگ و رو جونگ یی است. این فیلم، دنبالهٔ فیلم آرمان‌شهر بتنی است و داستان تبدیل سئول پس از زلزله به یک سرزمین بایر آخرالزمانی را روایت می‌کند.
شکارچیان ویران‌شهر محصول ارجینال نتفلیکس است و در ۲۶ ژانویه ۲۰۲۴ منتشر شد.

## بازیگران
- ما دونگ سوک در نقش نام سان
- لی هی جون در نقش یانگ گی سو[۵]
- لی جون یونگ در نقش چوی جی وان
- رو جونگ یی در نقش هان سو نا[۶]
- آن جی هه در نقش لی اون هو[۷]
- جانگ یونگ نام در نقش یک معلم[۸]
- لی هان جو در نقش لی جو یه
- پارک هیو جون در نقش تایگر
- سونگ بیونگ سوک در نقش مادربزرگ سو نا

## تولید
فیلم‌برداری در ۱۵ فوریه ۲۰۲۲ آغاز شد و در ۱۸ مه ۲۰۲۲ به پایان رسید.